# Acizzia indica
Acizzia indica är en insektsart som först beskrevs av Heslop-harrison 1949.  Acizzia indica ingår i släktet Acizzia och familjen rundbladloppor. Inga underarter finns listade i Catalogue of Life.